# Predeal-Sărari
Predeal-Sărari là một xã thuộc hạt Prahova, România. Dân số thời điểm năm 2002 là 2686 người.